# Pirates d'Edelweiss
Els pirates d'Edelweiss (en alemany Edelweißpiraten) eren grups informals de joves alemanys amb un comportament inconformista, de vegades d'oposició al Reich alemany de 1939 a 1945. Acabada la guerra, les activitats dels grups van continuar en algunes zones d'ocupació fins al voltant de 1947.
El nom prové d'una paròdia dels funcionaris de la Gestapo cap al 1939: L'⁣edelweiss era un dels molts símbols de la Bündische Jugend (Joventut Bündische), que va ser prohibida després de 1936. El nom de "Pirates" deriva dels Pirates de Kittelbach, un grup radical de dreta a Düsseldorf que va existir oficialment fins al 1933, que va emigrar en gran part a les Joventuts Hitlerianes (HJ) o als Sturmabteilung (SA). La barreja dels termes "Edelweiss" i "Pirates", inicialment un terme despectiu contra els joves amb comportament d'oposició, especialment per a aquells amb arrels a la Bündische Jugend, la Naturfreundejugend d'esquerres o la Lliga comunista de combatents del Front Roig, va ser escollida pels grups joves cap al final de la guerra com a autodesignació.
Alguns d'aquests grups, com el grup Colònia Edelweiss al voltant de Gertrud Koch, el pare del qual va morir al camp de concentració d'Esterwegen, o el grup Ehrenfeld al voltant del refugiat del camp de concentració Hans Steinbrück, van participar activament en la resistència contra el nacionalsocialisme. A més d'aquest grup de pirates de Cologne-Ehrenfeld Edelweiss, les activitats del qual només van ser posades en coneixement del públic després de 1980 per Jean Jülich, els pirates de Dortmund Edelweiss de "Brügmannplatz", sobre els quals l'escriptor Kurt Piehl va publicar l'any 1980, s'han fet molt coneguts.

## Rerefons
La desesperança econòmica i social del període posterior a la Primera Guerra Mundial va comportar problemes massius per a la joventut alemanya. Tot i que hi havia poques perspectives d'educació i ocupació per a les classes socials econòmicament més febles, la classe alta va presentar una visió dels "anys d'or".
Per a molts, la via d'escapament va ser integrar-se en grups formals que, d’una banda, oferien programes d’activitats de lleure i, de l’altra, facilitaven el desenvolupament d’identitats pròpies a través de l’experiència de la pertinença. Els grups juvenils sorgits de la tradició del Wandervögel, abans de la Primera Guerra Mundial, centraven les seves activitats en excursions i sortides als afores de les grans ciutats. Enmig de la natura, al voltant de fogueres, amb guitarres de muntanya i cuines de camp, es celebrava l’esperit juvenil d’independència.
Cap al final de la República de Weimar, la influència política en tots els grups de joves es va fer més forta. Molts partits consideraven essencial el desenvolupament d'una joventut fidel al partit. Per molt divers que era el panorama de partits de la República, tan polifacètic era el ventall de grups juvenils.
A més dels grups directament subordinats als partits, els grups catòlics i la Naturfreundejugend (Joves d'Amics de la Natura) subordinada als Amics de la Natura, hi havia l'ampli espectre de la Bündische Jugend (Partit dels Joves). Aquests aproximadament 100.000 joves, agrupats en 1.200 grups, reflectien tot l'espectre dels ideals revolucionaris i burgesos de la república que s'acostava a la seva fi. En comú tenien campaments, jerarquia formal i consciència d'elit.
Això significava que les característiques del "Bündisch" estaven en competència directa amb les emergents Joventuts Hitlerianes (HJ) sota el lideratge de l'ambiciós Baldur von Schirach. Tanmateix, per a l'expansió reeixida de l'HJ, que va passar de 108.000 membres el 1932 a 2,3 milions l'any següent, també era evident que l'HJ depenia de l'experiència i la implicació personal dels líders juvenils de la Bündische Jugend.
Després de la Gran Federació Alemanya, un grup d'uns 70.000 joves de diferents grups Bündische, va ser prohibit el 1933 i tots els grups Bündische van ser prohibits el 1936, va començar la persecució dels antics membres. Les patrulles regulars de les Joventuts Hitlerianes, amb reforços de les SA i la Gestapo, estaven autoritzades a intervenir si hi havia sospita de les anomenades "activitats associatives". Fins al 1938, les ofertes d'integració sovint eren recollides pels «Bündischen» (Bunds), ja que la imatge de la «rebel·lió juvenil» encara s'aferrava a l'HJ. Les activitats d'oci i les oportunitats de progrés a l'HJ eren força atractives. Després d'aquesta fase de reclutament, els joves que no estaven entusiasmats amb el Jungvolk, el BDM i les Joventuts Hitlerianes eren els principals enemics del servei de patrulla HJ. Els joves que van intentar eludir la pertinença obligatòria a les Joventuts Hitlerianes després de 1936 van ser criminalitzats. Entre ells hi havia antics membres de HJ que havien dimitit o expulsats, bandes juvenils a l'estil de les “Cliques Salvatges” de la República de Weimar, bandes juvenils regionals, contactes il·legals amb joves prohibits o grups d'amics de la natura i, finalment, resistents amb motivació política.

## Distribució regional i àmbit d'influència
A partir de 1942, Colònia es pot considerar el centre dels grups Edelweiss, com es van preferir anomenar, amb més de 3.000 noms esmentats als arxius de la Gestapo. A Duisburg, Düsseldorf, Essen i Wuppertal, la Gestapo va arrestar 739 sospitosos de formar part de pirates d'Edelweiss durant les incursions. La Brügmannplatz de Dortmund es va convertir en el lloc de reunió del grup local Edelweiss cap a l'any 1943. Aquests grups havien sorgit als principals centres urbans del país.

Un tret característic de la denominació sembla que els grups perseguits adoptaven ràpidament les etiquetes que els imposaven els seus perseguidors. Per exemple, entre 1933 i 1941, les Joventuts Hitlerianes (HJ) van començar a anomenar "Navajos" els joves presumptament inadaptats de Colònia, un sobrenom que els mateixos perseguits acabarien assumint. Així és com un líder dels Nachrichten-HJ descrivia els Navajos l’any 1936:
| «                  | (alemany) […] solche Personen, die aus der HJ ausgeschlossen sind […] und solche wegen Vergehens gegen § 175. Jede jugendliche Person, die ein bunt kariertes Hemd, sehr kurze Hose, Stiefel mit übergeschlagenen Strümpfen trägt, wird von der HJ als ‚Navajo‘ angesehen. | (català) […] aquelles persones que estan excloses de les Joventuts Hitlerianes […] i aquelles per delictes contra § 175. Qualsevol jove que porti una camisa de quadres de colors, pantalons molt curts, botes amb mitjons enrotllats és considerat un "navajo" per les Joventuts Hitlerianes. | » |
| — Alfons Kenkmann, | | |   |

A tot el Reich, l'oposició a les Joventuts Hitlerianes es pot veure com un element unificador, més fort que la successió a un grup juvenil tradicional prohibit. Sovint es va adoptar el comportament dels Bündischen, però sense conèixer-ne l'origen i sense la típica organització jeràrquica. Alguns grups van buscar enfrontaments físics amb les patrulles de l'HJ, i també es van dur a terme baralles al carrer contra altres colles juvenils per reivindicacions territorials. Altres grups van evitar qualsevol contacte amb les Joventuts Hitlerianes, especialment amb les SA auxiliars.

## Característiques externes dels Pirates Edelweiss
L'organització d'excursions i sortides als afores de les grans ciutats i, més rarament, a altres ciutats formava part tradicionalment de les activitats de lleure dels grups de joves. Es van cantar cançons de la Bündische Jugend (Joves Joventuts), algunes d'elles reescrivint-les irònicament o cançons de les Joventuts Hitlerianes rivals. Algunes d'aquestes lletres contenien declaracions dures crítiques amb el règim, i també es van crear noves cançons, algunes amb contingut polític.
Els joves coneguts com a pirates d'Edelweiss van destacar dels uniformes estàndard de les Joventuts Hitlerianes amb el seu propi estil: sovint samarretes d'esquí, botes de muntanya, mocadors de coll i pantalons curts de cuir. De vegades, la seva marca identificativa era una edelweiss sota la solapa esquerra de la faldilla. Sovint es feien servir disfresses, anells de calavera, cinturons amb claus, jaquetes d'explorador i l'ús del Kohte o tendes de campanya típiques de l'escoltisme alemany. En contrast amb el HJ, acceptaven en part adolescents i adolescents.

## Persecució
Com més informes feien les Joventuts Hitlerianes a la Gestapo, més dura es feia la persecució mitjançant arrestos, interrogatoris, tortures i empresonaments. La mateixa Gestapo va admetre que el servei de patrulla HJ havia provocat una escalada de la situació. L'1 de juny de 1938 es van emetre noves directrius per al servei de patrulla HJ, que autoritzaven l'HJ a "intervenir" al "carrer obert" i als "espais tancats".
Immediatament després de la prohibició del Bündische Jugend, es va abusar de la Secció 175 com a delicte per obtenir una condemna judicial. Això va derivar de la rivalitat històrica entre les Joventuts Hitlerianes i la Bündische Jugend, els membres dels quals eren generalment acusats d'homosexualitat. Aviat el poder judicial nazi va crear el delicte de "Bündischen Umtriebe " (activitats associades), que va permetre condemnar els sospitosos de manera més àmplia. No obstant això, la definició de "Bündischen Umtriebe" era vaga i la decisió corresponia als tribunals competents. Fins a l'inici de la guerra, relativament pocs informes van donar lloc a condemnes.
Amb l'inici de la Segona Guerra Mundial es van utilitzar mètodes de persecució més radicals, sobretot a partir de 1941. Les incursions, les escoles, les calúmnies, la incitació a la traïció, la coacció, la tortura i l'empresonament es van utilitzar per contrarestar els grups crítics amb el règim. El desembre de 1942 es va produir una onada de detencions per part de la Gestapo a la zona de Colònia, aparentment motivada per les campanyes de díptics de grups individuals que havien començat l'estiu de 1942.
Els delictes de minar la moral militar, derrotisme, debilitament de la comunitat nacional alemanya, resistència contra la Gestapo o traïció i alta traïció van donar lloc a càstigs draconians que van des de la presó en camps de concentració fins a la pena de mort. El trasllat de joves inconformistes a un batalló penal de l'⁣exèrcit o la marina era un mitjà preferit per exercir el poder totalitari del règim nazi. Les accions d'aquest comandament van suposar una execució.
Bruno Bachler, un dels pirates d'Edelweiss supervivents, va explicar com, després de complir una condemna en un camp de concentració, va ser destinat a una companyia penal del front oriental que s'utilitzava per netejar camps de mines. Això va passar de tal manera que els condemnats van haver de marxar agafats de la mà per un camp de mines, durant el qual alguns d'ells van perdre la vida.
Es desconeix el nombre de pirates Edelweiss assassinats. La documentació de membres, accions, interrogatoris i execucions requeia gairebé exclusivament en els autors del règim nazi. Els joves no guardaven registres de les seves activitats per por de persecució. Molts dels membres del grup només es coneixien pels seus sobrenoms o noms, que de nou servien de protecció durant els interrogatoris de tortura. Els diversos mètodes utilitzats per assassinar els opositors al règim també dificulten el registre complet de les víctimes. Se suposa que només una minoria va sobreviure a la Segona Guerra Mundial.

## Accions de resistència
Segons Detlev Peukert, el rebuig a la pertinença obligatòria a les Joventuts Hitlerianes es considera una forma de resistència juvenil a causa de la resistència viscuda contra el règim dominant. Mantenir contactes i xarxes de relacions il·legals, reivindicant així el mateix espai social, es pot veure com una dissidència i un inconformisme. Els atacs a representants del règim, inclosos els funcionaris de les Joventuts Hitlerianes, ja constituïen actes de resistència en el sentit més estricte.

La resistència de motivació política va incloure, en particular, l'amagat i la cura dels presoners de guerra i dels jueus fugits. El grup Edelweiss Steinbrück i el grup Edelweiss al voltant de Gertrud Kühlem (Gertrud Koch) informen sobre les campanyes de fulletons. El contingut dels fullets era més aviat monosíl·lab i molt breu en comparació amb els escrits de la Rosa Blanca. Això va ser degut, d'una banda, a la manca de competència teòrica i, de l'altra, a consideracions pràctiques. Si un transeünt agafés un fulletó a les escales de la catedral de Colònia o a l'estació principal de tren, difícilment es prendria el temps de llegir un text més llarg per por de ser descobert. Un text del grup Edelweiss al voltant de Gertrud Kühlem a l'inici de la seva campanya de fulletons l'estiu de 1942 deia:
| « | (alemany) Macht endlich Schluss mit der braunen Horde! Wir kommen um in diesem Elend. Diese Welt ist nicht mehr unsere Welt. Wir müssen kämpfen für eine andere Welt, wir kommen um in diesem Elend. | (català) Finalment, posa fi a la horda marró! Estem perint en aquesta misèria. Aquest món ja no és el nostre món. Hem de lluitar per un món diferent, perirem en aquesta misèria. | » |

Aquests textos es van conèixer com a "fulletes de merda" i van representar una provocació particular per a la Gestapo.
| « | (alemany) So braun wie Scheiße, so braun ist Köln. Wacht endlich auf! | (català) La colònia és tan marró com la merda. Desperta't finalment! | » |

Es van escriure eslògans als vagons de ferrocarril i a les parets de les cases amb guix de l'escola. Els eslògans de la Wehrmacht van ser reutilitzats. Un eslògan com aquest es pot trobar gravat a la paret d'una cel·la de la presó a EL-DE-Haus de Colònia, on els membres dels grups d'Edelweiss van ser empresonats, interrogats i torturats:
| « | (alemany) Kinder müssen kommen in den Krieg Räder müssen rollen für den Sieg Köpfe müssen rollen nach dem Krieg | (català) Els nens han d'anar a la guerra Les rodes han de rodar per la victòria Els caps han de rodar després de la guerra | » |

i directament a sota
| « | (alemany) Ihr könnt mich nicht, wenn ich nicht will! | (català) No em pots tenir si no vull! | » |

## Després de la Segona Guerra Mundial
Els pirates Edelweiss al Rin i al Ruhr van existir fins al voltant de 1947, tot i que les seves activitats es dirigien ara contra les potències ocupants occidentals.
A més, el terme Edelweiss Pirates va ser utilitzat per joves que, segons el servei secret soviètic, van dur a terme campanyes de propaganda i actes de terror en nom dels britànics a la zona d'ocupació soviètica. Fins a principis de la dècada de 1950, a la RDA hi havia grups de pirates Edelweiss que eren nacionalsocialistes segons les seves opinions i, entre altres coses, va cantar la cançó de Horst Wessel. Eren considerats grups d'homes llop per les autoritats soviètiques. Els grups amb el mateix nom van ser lluitats per les autoritats poloneses a Silèsia el 1946 i encara es van identificar a la RDA a principis dels anys cinquanta. Almenys dos pirates Edelweiss van ser executats a la zona d'ocupació soviètica el 1946 i el 1947.

## Continuació de la criminalització i l'oblit dels Pirates Edelweiss després de 1945
Després de l’alliberament, la lluita per la supervivència va continuar per a molts pirates d’Edelweiss, especialment entre els cercles obrers. Com a grups organitzats, es van dissoldre i només alguns van mantenir les seves preferències, per exemple viatjant com a vagabunds. Tanmateix, la composició de les autoritats d’investigació —sovint formada per antics membres de la Gestapo— i dels tribunals pràcticament no havia canviat. El comportament dels pirates d’Edelweiss tampoc no va ser ben vist per les autoritats d’ocupació nord-americanes, i en nombrosos casos es van dictar noves condemnes i penes de presó. En alguns llocs, les víctimes que reclamaven indemnitzacions van ser intimidades per les autoritats de reparació. Jean Jülich relata aquests intents per part del llavors cap de departament responsable del president del govern de Colònia, qui suposadament li va deixar clar que considerava els pirates d’Edelweiss com a Krahde —brutícia i canalla— i que trobava raonables els càstigs imposats per les Joventuts Hitlerianes.
Des dels anys vuitanta, alguns pirates d'Edelweiss publicaren textos biogràfics que complementen els protocols d'investigació de la Gestapo i de la postguerra amb una perspectiva important per a la recerca històrica.
Gertrud Koch va morir el 20 de juny de 2016 l'últim membre conegut dels Pirates Edelweiss.

## Honors tardans i rehabilitació

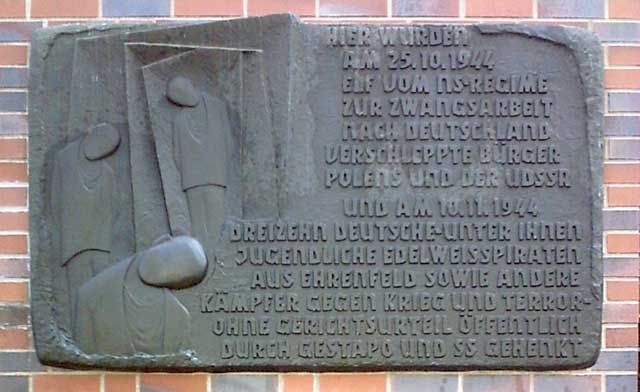
Placa commemorativa de les víctimes del règim nazi

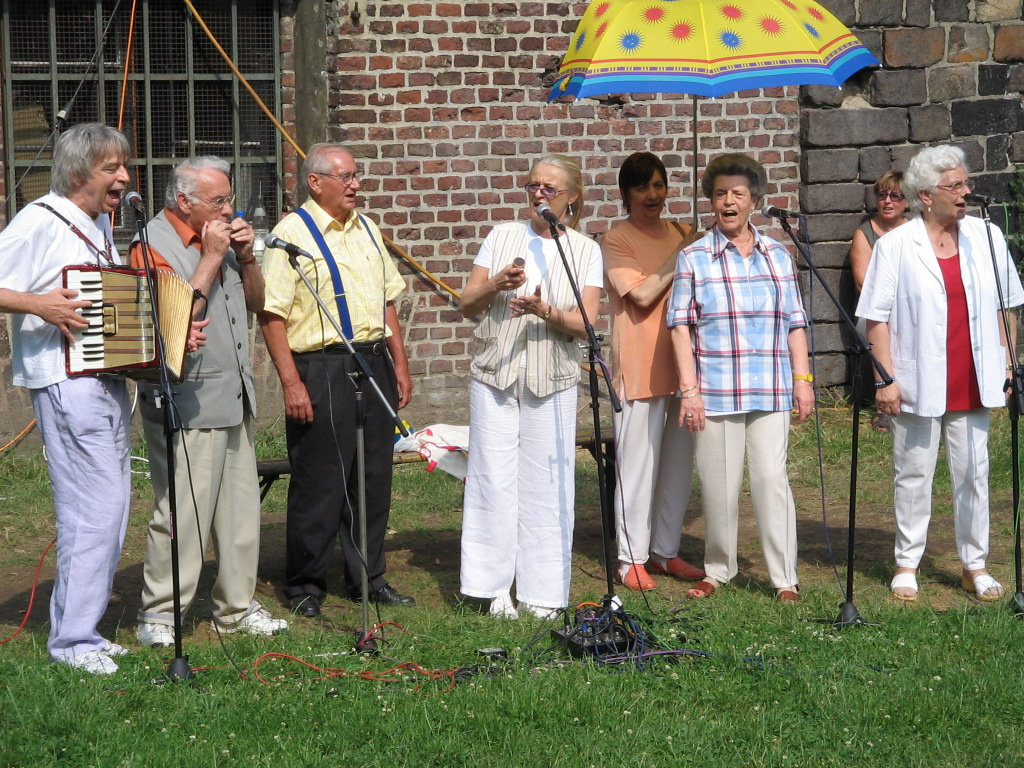
Edelweiss Pirates al Edelweiss Pirates Festival 2005 a Colònia: Peter Schäfer (2n des de l'esquerra), Jean Jülich (3r des de l'esquerra) i Mucki Koch (2n des de la dreta)

Jean Jülich, Michael Jovy i pòstumament Barthel Schink, membres del grup Edelweiss de Colònia, van ser honrats el 1984 al memorial israelià de l'Holocaust Yad Vashem com a "Justos entre les nacions" perquè el grup havia amagat jueus entre les runes d'Ehrenfeld i els va subministrar (sovint, robar) menjar.

Des del 9 de novembre de 2003, una placa commemorativa a Colònia-Ehrenfeld commemora els pirates d'Edelweiss que hi van ser executats el novembre de 1944. La placa s'adjunta als arcs del pas inferior del ferrocarril a Schönsteinstrasse, prop de Venloer Strasse; l'execució va tenir lloc a prop, l'actual Bartholomäus-Schink -Strasse. La placa s'havia acabat anys abans, però va ser retirada de nou sota la pressió de la CDU de Colònia. Des del final de la guerra, la CDU havia intentat evitar que els pirates d'Edelweiss fossin reconeguts com a lluitadors de la resistència, en part amb arguments citats directament dels registres d'interrogatoris de la Gestapo.
| «                                                    | (alemany) Hier wurden am 25.10.1944 elf vom NS-Regime zur Zwangsarbeit nach Deutschland verschleppte Bürger Polens und der UdSSR und am 10.11.1944 dreizehn Deutsche – unter ihnen jugendliche Edelweißpiraten aus Ehrenfeld sowie andere Kämpfer gegen Krieg und Terror – ohne Gerichtsurteil öffentlich durch Gestapo und SS gehenkt. | (català) Aquí, el 25 d'octubre de 1944, onze ciutadans de Polònia i l'URSS, que havien estat deportats a Alemanya pel règim nazi per a treballs forçats, i el 10 de novembre de 1944, tretze alemanys –entre ells joves pirates Edelweiss d'Ehrenfeld i altres combatents contra la guerra i el terror– van ser penjats públicament per la Gestapo i les SS sense judici. | » |
| — Inschrift der Gedenktafel in der Schönsteinstraße, | | |   |

El 2005, els Pirates de Colònia Edelweiss van ser rehabilitats oficialment pel llavors president del districte, Jürgen Roters:
| «                                   | (alemany) Die Verwaltungsbehörden behandelten uns zwar als Opfer eines Unrechtregimes, aber nicht als Angehörige des politischen Widerstandes. Auch die Bezirksregierung Köln, die damals für das Bundesentschädigungsgesetz zuständig war, stufte die Edelweiß-Mitglieder nicht als politisch Verfolgte ein. Erst am 16. Juni 2005 wurden wir im Plenarsaal des Kölner Regierungspräsidiums im Rahmen eines Festaktes als Widerstandskämpfer anerkannt. | (català) Les autoritats administratives ens van tractar com a víctimes d'un règim injust, però no com a membres de la resistència política. El govern del districte de Colònia, que en aquell moment era responsable de la Llei Federal de Compensació, tampoc va classificar els membres d'Edelweiss com a perseguits polítics. No va ser fins al 16 de juny de 2005 que vam ser reconeguts com a combatents de la resistència durant una cerimònia a la sala de plens del Consell Regional de Colònia. | » |
| — Gertrud Koch, de soltera Kühlem., | | |   |

Les accions dels pirates d'Edelweiss s'han convertit des d'aleshores en objecte d'una obra de teatre i de la pel·lícula de 2005 Edelweißpiraten. Des del juny de 2005, al Friedenspark de Colònia té lloc un festival anual de Edelweißpiraten.
Quatre antics membres d'aquest grup van rebre el bust Heine de la ciutat de Düsseldorf el 2008. El guardó, atorgat pel Cercle d'Amics de Heinrich Heine de Düsseldorf, reconeix a Gertrud Koch, Jean Jülich, Wolfgang Schwarz i Fritz Theilen per activitats extraordinàries en l'esperit de l'esperit crític i resistent del poeta Heinrich Heine.
L'abril de 2011, els cinc membres supervivents dels Pirates d'Edelweiss i del Grup Ehrenfeld van rebre la Creu Federal al Mèrit de l'alcalde Jürgen Roters pel seu compromís com a testimonis contemporanis: Hans Fricke, Gertrud Koch, Peter Schäfer, Wolfgang Schwarz i Fritz Theilen. Jean Jülich, el membre més conegut dels grups de resistència de Colònia, que ja havia estat homenatjat el 1991, va ser present com a convidat d'honor.

## Adaptacions

### Films
- Nachforschungen über die Edelweißpiraten (1980) von Dietrich Schubert in Zusammenarbeit mit dem ZDF
- Edelweißpiraten (2004) von Niko von Glasow
- Jugendliche im Widerstand: Edelweißpiraten (2022, weiterer Titel: Edelweißpiraten: Teenager gegen Hitler), Dokumentarfilm von Georg Wellmann und Ingolf Gritschneder; Erstausstrahlung am 25. April 2023 auf Arte[14]

### Música
- Ballade vom Edelweißpiraten Nevada Kid von Franz Josef Degenhardt
- Edelweißpiraten von Lilienthal (Text: Herwig Steymans; Musik: Hans-Jörg Maucksch)
- Edelweißpirate von den Bläck Fööss / Rolly Brings
- Edelweißpiraten sind treu von dem Rapper Chaoze One ft. Lotta C.
- der Turm (Edelweißpiraten) von Joachim Witt
- Link zu diversen Neuinterpretationen der Lieder von Edelweißpiraten

### Novel·les per a joves
- Dirk Reinhardt: Edelweißpiraten, Aufbau Verlag, Berlin 2012, ISBN 978-3-351-04163-2.
- Elisabeth Zöller: Wir tanzen nicht nach Führers Pfeife. Ein Tatsachen-Thriller über die Edelweißpiraten. Hanser, München 2013, ISBN 978-3-446-24024-7.
- Frank Maria Reifenberg: Wo die Freiheit wächst – Briefroman zum Widerstand der Edelweißpiraten. arsEdition, München 2019, ISBN 978-3-8458-2274-7.

### Descripcions biogràfiques
- Gertrud Koch, Regina Carstensen: Edelweiß. Meine Jugend als Widerstandskämpferin. Rowohlt, Reinbek bei Hamburg 2006, ISBN 978-3-499-62093-5.
- Jean Jülich: Kohldampf, Knast und Kamelle. Ein Edelweißpirat erzählt sein Leben. Kiepenheuer & Witsch, Köln 2003, ISBN 3-462-03540-1.
- Kurt Piehl: Geschichte eines Edelweißpiraten. Brandes & Apsel, Frankfurt am Main 1988.
  - Band 1. – Latscher, Pimpfe und Gestapo. ISBN 3-925798-87-0.
  - Band 2. – Rebellen mit dem Edelweiß. ISBN 3-925798-88-9.
  - Schieber, Tramps, Normalverbraucher. Unterwegs im Nachkriegsdeutschland. Brandes & Apsel, Frankfurt/M. 1989, ISBN 3-925798-89-7.
- Fritz Theilen: Edelweißpiraten. Fischer, Frankfurt am Main 1984, ISBN 3-596-27548-2.

## Altres moviments juvenils d'oposició durant l'època nacionalsocialista
- Leipziger Meuten
- Schwarze Scharen
- Swing-Jugend